# JoJo Siwa
Joelle Joanie Siwa (Omaha, 19 de mayo de 2003), conocida como JoJo Siwa, es una bailarina, cantante y youtuber estadounidense. Es conocida por aparecer durante dos temporadas en Dance Moms junto con su madre, Jessalynn Siwa, y por sus sencillos «Boomerang», «Kid in a Candy Store» y «Karma». Siwa publica vídeos diarios de su vida cotidiana en su canal de YouTube, Its JoJo Siwa. 
En 2020 fue incluida en la lista las 100 personas más influyentes del mundo de la revista Time.

## Primeros años
Siwa nació en Omaha, Nebraska, el 19 de mayo de 2003, hija de Jessalynn Siwa (de soltera Lombardi), instructora de danza profesional de Iowa, y Tom Siwa, quiropráctico de Nebraska. Tiene un hermano mayor llamado Jayden Siwa, que también es vlogger.

## Carrera
Siwa comenzó su carrera como finalista entre las 5 mejores y la concursante más joven de la segunda temporada de Abby's Ultimate Dance Competition, producida por Abby Lee Miller de Dance Moms. Apareció en el programa con su madre y fue eliminada en la novena semana. Siwa pronto comenzó a aparecer en Dance Moms, comenzando con una audición para el equipo de competencia de danza «ALDC» de Miller en 2014 y siendo seleccionada para el equipo a principios de 2015.
En mayo de 2016, Siwa lanzó «Boomerang» para su descarga y un sencillo anterior, «I Can Make U Dance». «Boomerang» aborda el tema del acoso en línea. Su vídeo tiene más de 900 millones de vistas y recibió más de 2.5 millones de «me gusta». En 2018, fue nombrada «Artista revelación del año» por Vivid Seats.

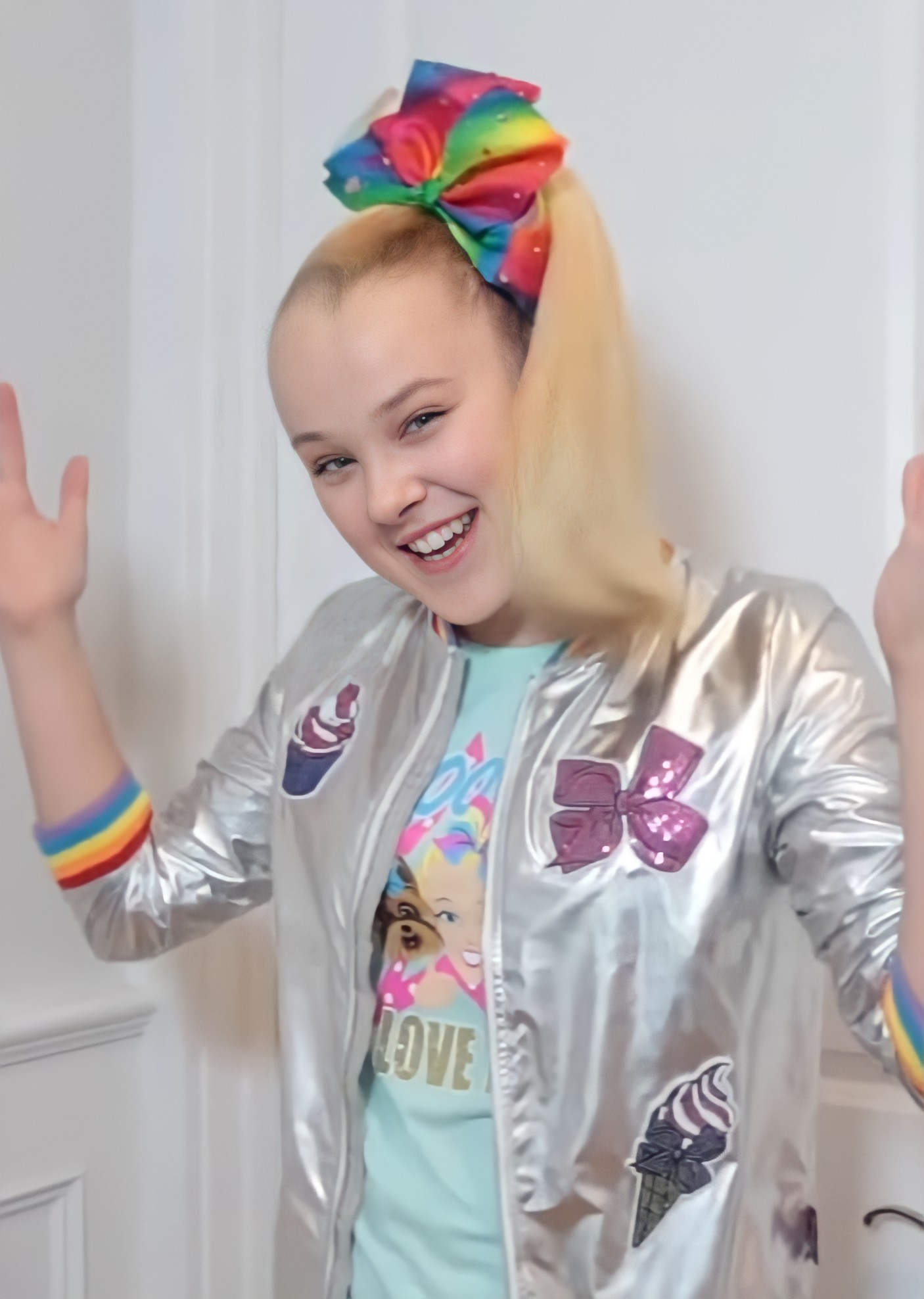
Fotografiada en 2018.

En 2018, Siwa anunció que realizaría su primera gran gira de conciertos en 2019, titulada Dream The Tour. Visitaría una mezcla de teatros, anfiteatros al aire libre y estadios, así como estadios cerrados en un total de 52 ciudades en los Estados Unidos y Canadá. Además, se realizarían otras actuaciones en Reino Unido y Australia. La gira comenzó en Phoenix, Arizona el 17 de mayo. La primera etapa de la gira concluyó el 26 de junio en Austin, Texas, antes de reanudar la etapa dos el 10 de julio en Orlando, Florida y finalizó el 20 de agosto en Vancouver, Canadá. Fue incluida en la lista de las «100 personas más influyentes del mundo» de la revista Time en septiembre de 2020.
El 5 de abril de 2024, Jojo Siwa saca su canción «Karma» junto a su vídeo musical. Aunque llevaba un tiempo publicando vídeos en Tiktok con su propio baile de la canción.

## Otras actividades
En 2016, Siwa lanzó una línea de lazos para el cabello en colaboración con la compañía de accesorios de moda y joyería Claire's. La línea de lazos, que fue inspirado en los lazos que Siwa es conocida por usar, experimentó un éxito particular entre los alumnos de escuelas primarias en el Reino Unido, donde algunas escuelas decidieron prohibirlos por una variedad de razones, incluida la presión de los compañeros, lo que causó distracciones, el deterioro de la concentración de los alumnos y la violación de las políticas de vestimenta de la escuela. Debido a la popularidad de éstos, algunas tiendas también comenzaron a vender lazos similares. En 2017, Siwa comentó que sus lazos eran un «símbolo de poder, confianza y fe».
Posteriormente, Siwa se asoció con la tienda departamental estadounidense JC Penney para lanzar una línea de accesorios, decoración para el dormitorio y una muñeca hecha a su imagen, y ha lanzado varios libros dirigidos a niños pequeños.
En junio de 2019, la Administración de Medicamentos y Alimentos emitió una advertencia sobre niveles peligrosos de asbesto en un kit de cosméticos de la marca JoJo Siwa, lo que provocó que Claire's retirara el producto.
Siwa firmó con Nickelodeon en 2017, apareciendo en la película Blurt! con Jace Norman y el programa Lip Sync Battle Shorties con Nick Cannon. Siwa apareció más tarde en la tercera temporada de The Masked Singer interpretando a T-Rex. Se convirtió en la concursante más joven en aparecer en el programa con 16 años.
En enero de 2021, Spin Master creó un juego de cartas llamado JoJo's Juice, que contenía preguntas sobre desnudez y robo, a pesar de estar dirigido a niños de 6 años en adelante. Siwa se disculpó más tarde y afirmó que no estaba involucrada en el desarrollo del juego, el cual luego fue retirado del mercado.

## Vida personal
Siwa estuvo en una relación con la estrella de TikTok, Mark Bontempo, de agosto a noviembre de 2020.
Siwa se declaró parte de la comunidad LGBTQ+ en sus redes sociales en enero de 2021. Después de que un fan le preguntara cuál era su orientación sexual, Siwa declaró que no etiqueta su sexualidad, ya que «realmente no sabe la respuesta». En febrero del mismo año, Siwa reveló que estaba en una relación con su mejor amiga, Kylie Prew, quien le había pedido que fuera su novia un mes antes. Más tarde declaró: «Técnicamente, diría que soy pansexual, porque así he sido siempre, toda mi vida es como, mi humano es mi humano». En la misma entrevista, Siwa mencionó que también usa los términos «gay» y «queer».

## Filmografía

### Series de televisión
| Año     | Título                                         | Papel                       | Notas                                                                                          |
| ------- | ---------------------------------------------- | --------------------------- | ---------------------------------------------------------------------------------------------- |
| 2013    | Abby's Ultimate Dance Competition              | Concursante                 | 10 episodios                                                                                   |
| 2015    | The View                                       | Ella misma                  | Actuó en el grupo de baile Together We Stand                                                   |
| 2015    | Good Day L.A.                                  | Ella misma                  | Invitada                                                                                       |
| 2015    | Good Day New York                              | Ella misma                  | Invitada                                                                                       |
| 2015–19 | Dance Moms                                     | Ella misma                  | Elenco principal, serie de telerrealidad de TV Lifetime (Temporada 5–6) Invitada (temporada 8) |
| 2016    | Nickelodeon's Ultimate Halloween Costume Party | Fantasma/Chica rara         |                                                                                                |
| 2016    | Make It Pop                                    | Ella misma                  | Episodio Summer Splash Spectacular                                                             |
| 2016    | Bizaardvark                                    | Ella misma                  | Episodio: Bizaardvark vs. Vicki 'Hot Head' Fuego                                               |
| 2016    | The Thundermans                                | Fan de Nora                 | Episodio: Thundermans: Banished!                                                               |
| 2017    | Nickelodeon's Not-So-Valentine Special         | Chica con corazón/Bailarina |                                                                                                |
| 2017    | Nickelodeon's Ultimate Halloween Haunted House | Ella misma                  |                                                                                                |
| 2017    | Lip Sync Battle Shorties                       | Ella misma                  | Papel principal                                                                                |
| 2017    | School of Rock                                 | Audrey                      |                                                                                                |
| 2017    | JoJo Siwa: My World                            | Ella misma                  |                                                                                                |
| 2018    | The JoJo and BowBow Show Show                  | Ella misma                  |                                                                                                |
| 2019    | JoJo's Dream Birthday                          | Ella misma                  |                                                                                                |
| 2019    | SpongeBob SquarePants                          | Cameo                       | Episodio: SpongeBob's Big Birthday Blowout                                                     |
| 2019    | All That                                       | Ella misma                  | Episodio 1106                                                                                  |
| 2019    | JoJo's Follow Your D.R.E.A.M.                  | Ella misma                  |                                                                                                |
| 2019    | Keeping Up with the Kardashians                | Ella misma                  | Temporada 17, Episodio: Three’s Company                                                        |
| 2019    | JoJo's D.R.E.A.M Concert                       | Ella misma                  |                                                                                                |
| 2019    | Middle School Moguls                           | Josie (voz)                 | Episodio: Mo-Gul Money, Mo Problems                                                            |
| 2020    | The Substitute                                 | Ella misma                  | Episodio: JoJo Siwa                                                                            |
| 2020    | The Masked Singer                              | Ella misma/T-Rex            |                                                                                                |
| 2020    | Celebrity Watch Party                          | Ella misma                  |                                                                                                |

### Películas
| Año  | Título                  | Papel            |
| ---- | ----------------------- | ---------------- |
| 2018 | Blurt!                  | Victoria         |
| 2019 | The Angry Birds Movie 2 | Jay y Kira (voz) |